# Мукашев, Саламат Мукашевич
Саламат Мукашевич Мукашев (каз. Саламат Мұқашұлы Мұқашев; 21 октября 1927, Гурьев, Казакская АССР, РСФСР, СССР — 18 июня 2004, Алма-Ата, Казахстан) — советский казахский партийный, государственный и общественный деятель.

## Биография
Происходит из рода Есентемир племени Байулы. Член ВКП(б) с 1950.

### Образование
Высшее образование получил заочно в Московской Высшей школе профдвижения ВЦСПС в 1955 году, по специальности экономист по труду и в Московскую высшую партийную школу при ЦК КПСС в 1974 году.

### Трудовая деятельность
В 1941 году в связи с войной прерывает учебу в общеобразовательной школе и поступает в Доссорскую школу ФЗУ № 16 Министерства нефтяной промышленности, после окончания которой, работает слесарем по подземному ремонту нефтяных скважин на нефтепромысле Макат.
Трудовая карьера Саламата Мукашева началась в 1942 году, когда он стал работать оператором по подземному ремонту нефтяных скважин.
В 1944 году поступает в Гурьевский (Атырауский) нефтяной техникум, после его окончания в 1947 году работает в Макате по специальности.
В 1948 году избирается комсоргом ЦК ВЛКСМ нефтепромысла Доссор и одновременно исполняет обязанности заместителя председателя профкома на общественных началах.
В 1949 году направляется в г. Харьков на учебу в школу профдвижения ВЦСПС.
С 1951 по 1961 года работал в г. Гурьеве (Атырау): инструктором Республиканского комитета профсоюзов нефтяников, инструктором промышленно-транспортного отдела обкома партии, секретарем, затем председателем областного совета профсоюзов.
С 1961 по 1970 годы — первый секретарь Эмбинского (Жылойского) райкома партии.
С 1970 по 1977 годы — первый секретарь Гурьевского (Атырауская область) обкома компартии Казахстана.
С 1977 году по 1980 г. — Республиканский съезд профсоюзов избирает его председателем Казахского республиканского совета профессиональных союзов, а всесоюзный съезд — членом Президиума ВЦСПС.
С 1980 по 1985 годы — первый секретарь Мангышлакского (Мангистауская область) обкома компартии Казахстана.
С 1985 году по 1988 г. — избирается Председателем Президиума Верховного Совета Казахской ССР, являясь одновременно заместителем Председателя Президиума Верховного Совета СССР.
После выхода на пенсию в 1988 году продолжал выполнять обязанности Председателя республиканского общества охраны природы на общественных началах.
25 лет был на руководящих партийных постах, был депутатом Президиума Верховного Совета Казахской ССР VII-го и ХII-го созывов, а также депутатом Верховного Совета СССР VIII, IX, X, XI созывов (1970—1990 г.) от Гурьевского, Саркандского, Карагандинского и Мангышлакского избирательных округов, избирался членом бюро ЦК Компартии Казахстана и кандидатом в члены ЦК КПСС (1986 −1989 г.), делегатом XXIV, XXV, XXVI и XXVII съездов ЦК КПСС.
Является почетным гражданином Атырауской и Мангистауской области, городов Атырау и Актау, а также Жылойского, Макатского и Тюбкараганского районов, почетный профессор Атырауского института нефти и газа, автор шести книг, им составлены и выпущены Летопись города Атырау (1640—2000 г), также он принял активное участие в составлении Летописи нефтяной промышленности за 100 лет (1899—1999 г).
Учитывая большие заслуги на благо Родины, постановлением Правительства Республики Казахстан, Атыраускому политехническому колледжу, а также общеобразовательной школе № 16 в г. Актау, присвоены имя Саламата Мукашева, там же установлены бюсты и открыты музей, его именем назван бульвар в г. Атырау и улица в пос. Макат, в областных и районных музеях созданы отдельные площадки, где собраны материалы о жизни и деятельности Саламата Мукашева.

## Награды и звания
Награжден четырьмя орденами Трудового Красного Знамени, двумя орденами «Знак Почета», пятью медалями и двумя Почетными грамотами Верховного Совета республики, тремя почетными грамотами ВЦСПС, а также орденом «Курмет» Республики Казахстан. За производственные успехи руководимых им областей и районов он награжден пятью золотыми и четырьмя серебряными медалями Выставки достижений Народного хозяйства (ВДНХ) СССР.